# Schillingsfürst
Schillingsfürst est une ville d'Allemagne (district de Moyenne-Franconie) dans l'arrondissement d'Ansbach en Bavière, sur la Route Romantique, dont la population s'élevait à 2 756 habitants au 31 décembre 2009.

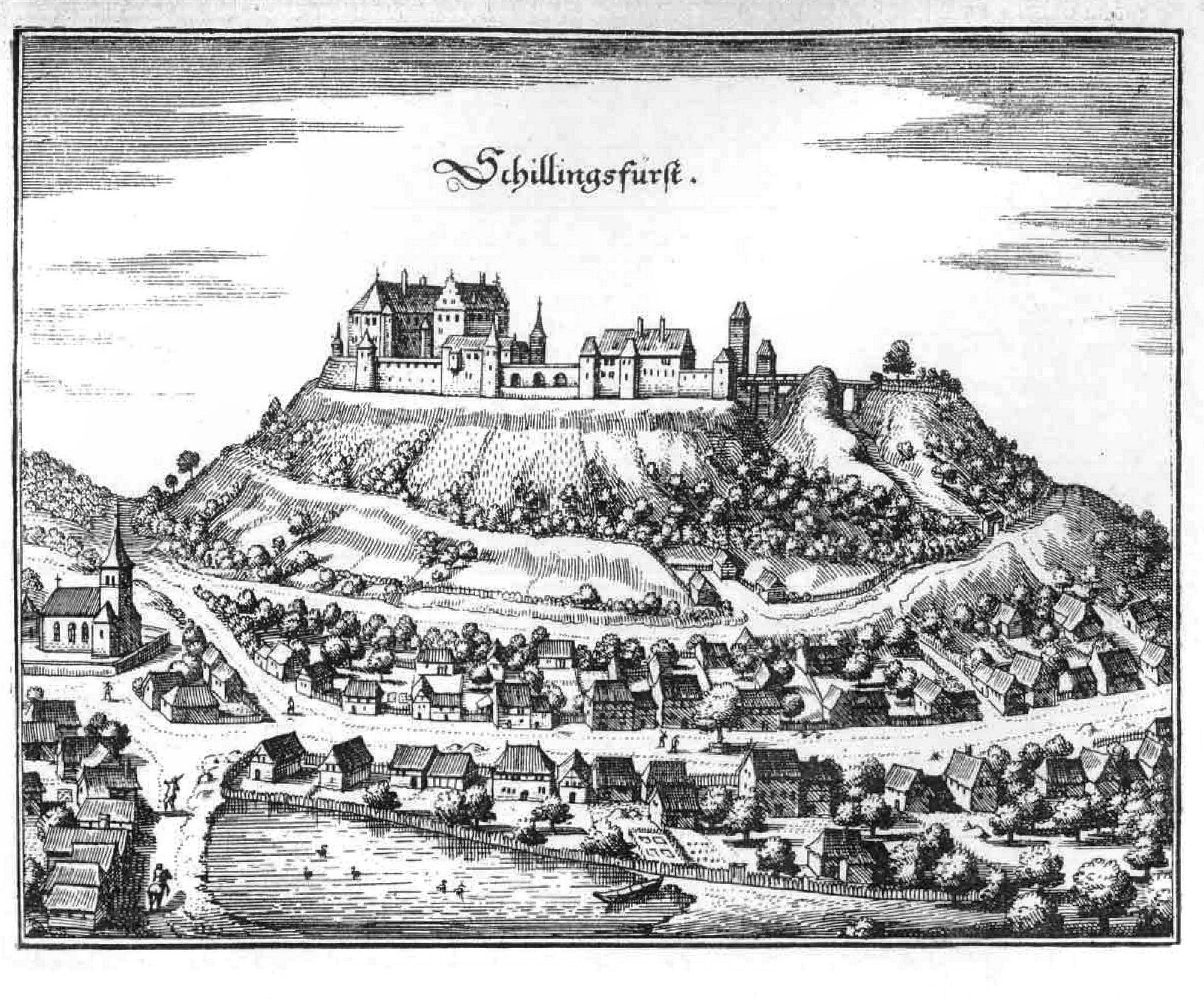
Château des princes de Hohenlohe-Schillingsfürst au XVIIe siècle

## Géographie

Situation de Schillingfürst (en rouge) dans la communauté administrative (en violet) et dans l'arrondissement d'Ansbach

Schillingsfürst se situe en Franconie, au cœur de la région boisée du parc naturel de Frankenhöhe, sur la ligne de partage entre les bassins du Rhin et du Danube, à 16 km au sud de Rothenburg ob der Tauber et à 24 km à l'ouest d'Ansbach, le chef-lieu de l'arrondissement. La principale curiosité de la ville est le château baroque des princes de Hohenlohe-Schillingsfürst.
Communes limitrophes (en commençant par le nord et dans le sens des aiguilles d'une montre) : Gebsattel, Buch am Wald, Leutershausen, Dombühl, Wörnitz, Diebach.
Les communes de Faulenberg et de Stilzendorf ont été incorporées au territoire de Schillingsfürst dans les années 1970.
La ville est le siège de la communauté administrative de Schillingsfürst qui regroupe les communes de Buch am Wald, Diebach, Wettringen, Wörnitz, Dombühl et Schillingsfürst et qui comptait en 2005 9 280 habitants pour une superficie de 140,77 km2.

## Histoire
Les premières mentions de Schillingsfürst datent de l'an mille, sous le nom du fort de Xillingesfirst. La région entre dans les possessions des seigneurs de Hohenlohe aux environs de 1300. Le château fort est détruit en 1316 sur ordre de Louis IV de Bavière et reconstruit ensuite. Il brûle totalement pendant la grande jacquerie de 1525. Reconstruit à nouveau, il est encore détruit en 1632 pendant la guerre de Trente Ans.
C'est le prince Charles-Albert de Hohenlohe-Schillingsfürst qui lui donne son aspect actuel entre 1753 et 1793. Le château est agrandi et devient une résidence princière. La principauté de Hohenlohe-Schillingsfürst est abolie en 1806, lorsque Napoléon fait entrer les possessions des Hohenlohe dans les nouveaux royaumes de Bavière et de Wurtemberg. Celles de Schillingsfürst font partie du royaume de Bavière, allié de Napoléon. Elle devient en 1803 le chef-lieu d'un arrondissement et le reste jusqu'en 1862 qui voit la disparition de cet arrondissement et son intégration à celui de Rothenburg. Schillingfürst fera partie de cette entité jusqu'à la disparition de celle-ci dans les années 1970.
Schillingsfürst, qui était un marché (markt) jusque-là, acquiert les droits de ville en 1959.

## Démographie
Ville de Schillingfürst seule :
| 1910  | 1933  | 1939  |
| ----- | ----- | ----- |
| 1 558 | 1 586 | 1 511 |

Ville de Schillingsfürst dans ses limites actuelles :
| 1840  | 1871  | 1900  | 1910  | 1925  | 1933  | 1939  | 1950   | 1961  |
| ----- | ----- | ----- | ----- | ----- | ----- | ----- | ------ | ----- |
| 2 032 | 2 180 | 2 064 | 2 096 | 2 149 | 2 110 | 1 990 | 2 887, | 2 406 |

| 1970  | 1987  | 2000  | 2003  | 2007  | 2009  | - | - | - |
| ----- | ----- | ----- | ----- | ----- | ----- | - | - | - |
| 2 581 | 2 290 | 2 817 | 2 833 | 2 850 | 2 756 | - | - | - |

## Jumelage
- Chamberet (France) depuis 1987, en Corrèze, dans la région du Limousin[5]